# Bill de Blasio
Bill de Blasio (nuværende navn, født Warren Wilhelm Jr. 8. maj 1961, hed senere Warren de Blasio-Wilhelm) er en amerikansk politiker, medlem af det demokratiske parti som var borgmester i New York City 2014-2021. Han blev valgt første gang som New Yorks 109. borgmester 5. november 2013, hvor han efterfulgte Michael Bloomberg. Ved valget slog han republikaneren Joe Lhota.
Han indledte sin politiske karriere i 1989, da han arbejdede med at få David Dinkins valgt som borgmester. Efter valget arbejdede han i dennes administration. Han deltog også i arbejdet med at få Hillary Clinton valgt til Senatet. I 2001 blev han valgt til New Yorks byråd for Broooklyns 39. distrikt.